# Osgood (Indiana)
Osgood is een plaats (town) in de Amerikaanse staat Indiana, en valt bestuurlijk gezien onder Ripley County.

## Demografie
Bij de volkstelling in 2000 werd het aantal inwoners vastgesteld op 1669.
In 2006 is het aantal inwoners door het United States Census Bureau geschat op 1642, een daling van 27 (-1.6%).

## Geografie
Volgens het United States Census Bureau beslaat de plaats een oppervlakte van
3,5 km², waarvan 3,4 km² land en 0,1 km² water. Osgood ligt op ongeveer 294 m boven zeeniveau.

## Plaatsen in de nabije omgeving
De onderstaande figuur toont nabijgelegen plaatsen in een straal van 16 km rond Osgood.